# Burgruine Erguel
Burg Erguel (französisch Château dʼErguël) ist die Ruine einer Höhenburg im Sankt-Immer-Tal auf dem Gebiet der Schweizer Gemeinde Sonvilier im Kanton Bern. Sie ist die besterhaltene Burgruine im Berner Jura und die einzige mittelalterliche Wehranlage in dieser Region, die nicht durchgreifend umgebaut oder fast vollständig verfallen ist. Sie war Namensgeberin für die gleichnamige Herrschaft und ist heute Eigentum der Gemeinde Sonvilier.
Die Ruine ist seit dem 15. Juli 1929 als Kulturgut regionaler Bedeutung geschützt.

## Geschichte
Im 11. Jahrhundert herrschten der Bischof von Basel und die Grafen von Fenis über das Sankt-Immer-Tal. Mit der Verwaltung desselben wurden die Herren von Arguel (später Erguel), ein vermutlich aus der Franche-Comté stammendes Adelsgeschlecht, betraut. Erstes urkundlich genanntes Familienmitglied war 1178 Henricus de Arguel, dessen Familie im späten 12. Jahrhundert oder im 13. Jahrhundert eine Burg am heutigen Standort errichten liess. Möglicherweise handelte es sich dabei nicht um einen kompletten Neubau, sondern lediglich um einen Aus- und Umbau einer schon vorhandenen Anlage. Am 11. Dezember 1264 übertrug Otto von Erguel seinen Teil der Burg mit den dazugehörenden Gütern und der Herrschaft im Tausch gegen Rechte und Besitzungen im elsässischen Raedersdorf an den Baseler Fürstbischof Heinrich von Neuenburg, der auf der Burg anschliessend einen Amtmann einsetzte. Die Herrschaft wurde fortan von einem Meier von Biel aus verwaltet.
Die Anlage stand am südlichsten Punkt des bischöflichen Herrschaftsgebiets und diente zur Grenzsicherung, weshalb Bischof Heinrich von Isny sie 1284 verstärken und erweitern liess. Sie konnte allerdings 1368 einer Belagerung durch Berner und Bieler Truppen im Krieg gegen den Baseler Bischof Johann von Vienne nicht standhalten und wurde eingenommen sowie teilweise niedergebrannt. Es erfolgte aber recht bald ein Wiederaufbau, denn schon für 1417 ist wieder ein Kastellan für Erguel überliefert. Die Burg verlor aber nachfolgend ihre Bedeutung und wurde nur noch als Gefängnis genutzt.

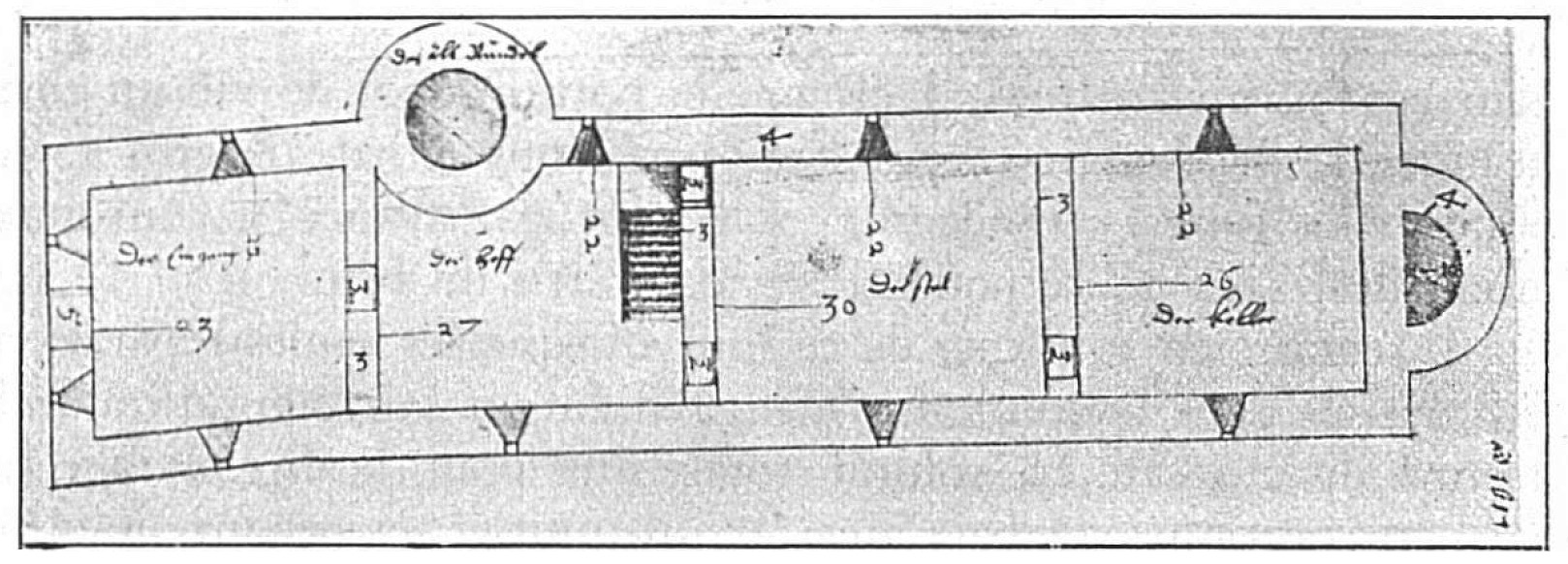
Erdgeschossgrundriss von 1617

Durch mangelnden Unterhalt verfiel die Anlage allmählich, und immer mehr Schäden traten auf. Kurz nach 1606 verliess der bischöfliche Vogt Petermann de Gléresse die Burg und nahm seinen Sitz im Amtshaus von Courtelary. Auf Erguel waren fortan nur noch ein Wächter und seine Familie ansässig. Bischof Wilhelm Rinck von Baldenstein hatte 1617 den Plan, die Anlage instand zu setzen und als Schutz gegen die Stadt Biel mit einer Garnison zu belegen, doch dies wurde nie in die Tat umgesetzt, sondern im Sommer 1618 lediglich die Dächer repariert. Im Vorfeld des Instandsetzungsvorhabens fertigte der Maurermeister Bortlin einen Plan der Anlage an, sodass deren Aussehen zu Beginn des 17. Jahrhunderts überliefert ist. Bis 1633 wurden immer nur die unbedingt notwendigsten Reparaturen ausgeführt, dann kam es im Zuge des Dreißigjährigen Krieges zu erneuten Beschädigungen, unter anderem dadurch, dass 1636 schwedische Truppen unter Bernhard von Sachsen-Weimar Quartier in der Anlage bezogen.
1680 erfolgte noch einmal eine Reparatur der Dächer, aber erhaltene Inventare aus den Jahren 1704 und 1724 zeugen vom schlechten baulichen Zustand der Burg im ersten Viertel des 18. Jahrhunderts. 1752 sollte sie noch einmal verpachtet werden, aber es fand sich kein Interessent, denn der Pachtvertrag sah die Instandhaltung der heruntergekommenen Gebäude vor. 1754 fiel dann die Entscheidung, die Anlage endgültig aufzugeben, infolgedessen der südliche Teil des Bergfrieds einstürzte. Die Burggüter wurden nach Aufgabe der alten Wehranlage zunächst an die Gemeinde La Ferrière vergeben und 1828 an François Finot aus Undervelier verkauft.

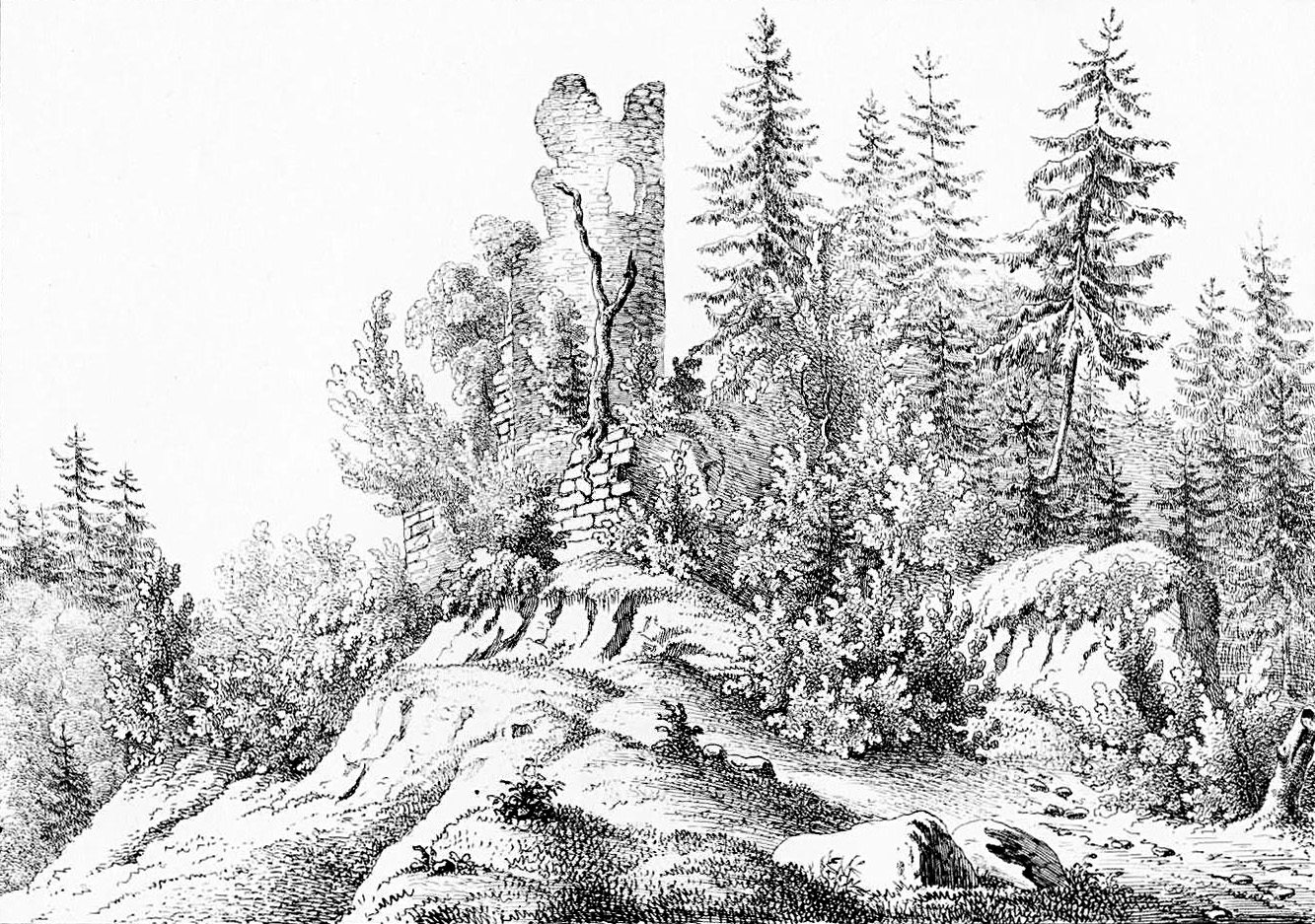
Die Burgruine auf einer Lithografie von etwa 1840

1845 erwarb schliesslich die Gemeinde Sonvilier den Besitz, und ihre Bürger nutzten die Ruine lange Zeit als Steinbruch. Im Jahr 1884 fanden auf dem Burgareal erste Ausgrabungen unter der Leitung des Architekten Antoine Biétix statt, aber es dauerte bis 1929, ehe auf Initiative von Paul Flotron bis 1931 eine erste Restaurierung der erhaltenen Reste stattfand. Dabei wurde ein Eingang im Erdgeschoss des Bergfrieds ausgebrochen, um einen ebenerdigen Eingang in dessen Inneres zu haben. Bei weiteren Konservierungsarbeiten 1964/1965 erfolgte die Neuverfugung einiger Mauerpartien. Trotzdem konnte der weitere Verfall der Anlage nicht lange aufgehalten werden. Ab 1993 gab es viele Teileinstürze, sodass das Burgareal 1996 aus Sicherheitsgründen abgesperrt und der Eingang zu Bergfried verbarrikadiert werden musste. In den Jahren 1997 und 1998 erfolgte deshalb unter Beteiligung der Kantonsarchäologie Bern eine Totalsanierung der Ruine, die mit etwa 300'000 Schweizer Franken zu Buche schlug. Bei den Arbeiten wurde auch der ahistorische Eingang im Erdgeschoss des Bergfrieds wieder rückgebaut.

## Beschreibung

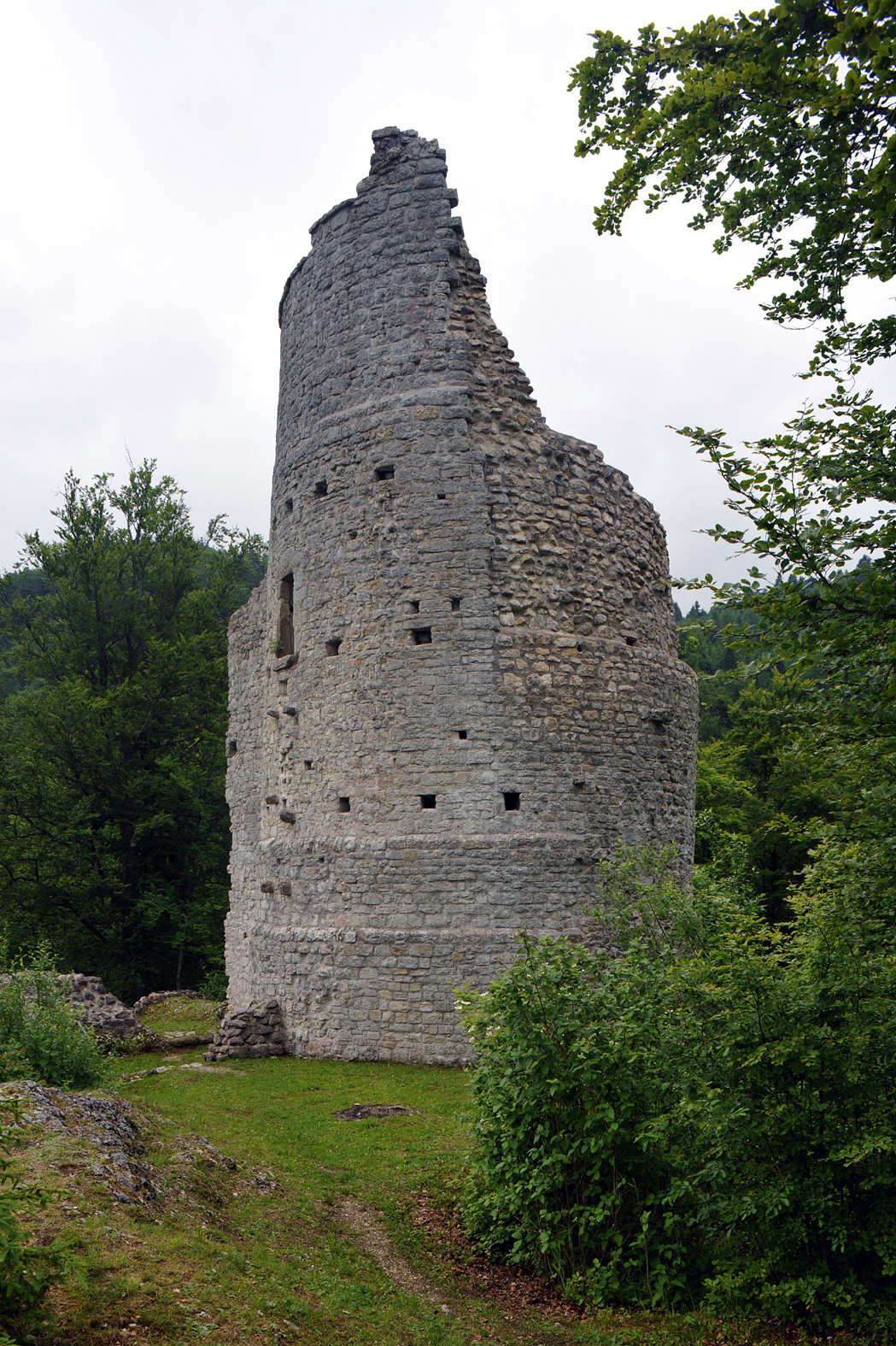
Bergfriedruine (2010)

Die langgestreckte Ruine der Burg Erguel liegt auf einer Höhe von 935 m ü. M. auf einem Felsrücken südöstlich über Sonvilier. Zur überhöhten Seite im Süden ist sie durch einen Graben geschützt. Über das Aussehen der ersten Anlage aus dem 12./13. Jahrhundert ist nichts bekannt. Die heute noch sichtbaren Reste von Bruchsteinmauerwerk bestehen aus Kalkstein und stammen vermutlich aus dem 13. Jahrhundert.
Die Burg bestand aus einer Abfolge von hintereinanderliegenden Bauten, die sich von Osten nach Westen erstreckten. Hinter der Torhalle mit vorgelagertem Zwinger lag ein Burghof, an dessen Südseite der runde, ursprünglich etwa 30 Meter hohe Bergfried stand. Dieser war nur über einen Hocheingang in etwa sieben Meter Höhe betretbar und besass mehr als 3,5 Meter dicke Grundmauern. Seine Aussenseite war mit behauenen Kalksteinquadern verkleidet. Vom Burghof führte eine Treppe hinauf ins erste Geschoss des sich nach Westen anschliessenden Palas mit Keller und Pferdestall sowie Küche im Erdgeschoss. Auch eine Kapelle war dort zu finden. Das Obergeschoss wurde von einem einzigen grossen, 18 × 7 Meter messenden Saal eingenommen und ist somit als Saalbau anzusprechen. Eine Darstellung der Burg Erguel, die einem Inventar vom 5. August 1707 angefügt ist, lässt zwei Biforien im Obergeschoss des Saalbaus erkennen. Diese lassen den Schluss zu, dass die Burg dem Fürstbistum Basel wichtig genug war, um dort einen repräsentativen Saal einzurichten, dessen Gestaltung dem Rittersaal im Schloss Laupen ähnlich ist. Dem Palas schloss sich an seinem Westende ein Bau unbekannter Nutzung an. Von einem 1617 noch vorhandenen, weiter westlichen stehenden halbrunden Turm ist heute nichts mehr zu sehen.